# Nadustek

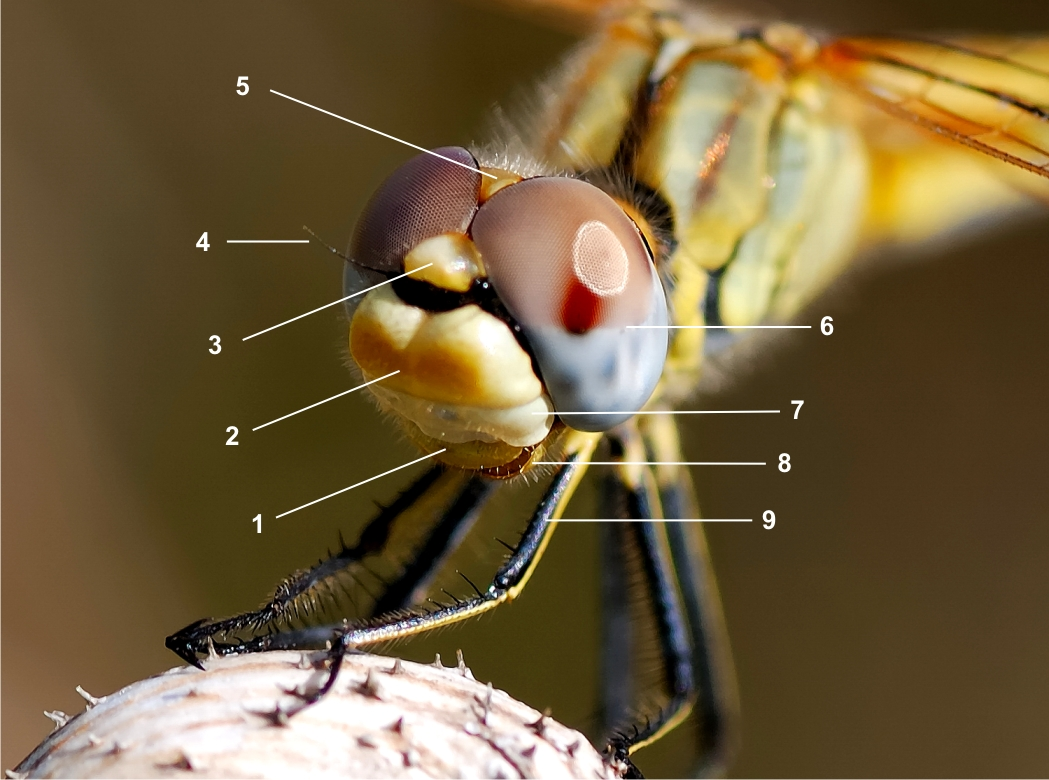
Głowa ważki (szablaka wędrownego). Nadustek oznaczony cyfrą 7

Nadustek (łac. clypeus) – płytka z przodu głowy stawonogów, na której osadzona jest warga górna. Wyróżnia się ją u większości grup, tj. skorupiaków, wijów, pajęczaków i owadów.

## Owady
U owadów nadustek stanowi dolny lub przedni (w zależności od ułożenia głowy) skleryt frontoklipealnego regionu puszki głowowej, powstały w wyniku podziału owego regionu szwem epistomalnym. Górnym lub tylnym sklerytem powstałym w wyniku podziału tego regionu jest czoło.
Sam nadustek często jest również podzielony szwem poprzecznym na przedustek i położony bradziej nasadowo zaustek. Czasem podział ten występuje, nawet gdy brak podziału (szwu epistomalnego) między zaustkiem a czołem, jak to ma miejsce u karaczanów.
Nadustek służy za podstawę dla wargi górnej, będąc od niej zwykle oddzielonym szwem sutura clypeolabralis. W kątach pomiędzy wargą a nadustkiem leżeć mogą jeszcze małe skleryty zwane tormae. Nadustek jest także miejscem przyczepu mięśni rozwieraczy grzbietowych cibarium (przednia część jamy przedgębowej). Jest szczególnie wydłużony w ssącym aparacie gębowym, gdzie mięśnie te mają dużą masę. Najsilniej rozwinięty jest u niektórych pluskwiaków.

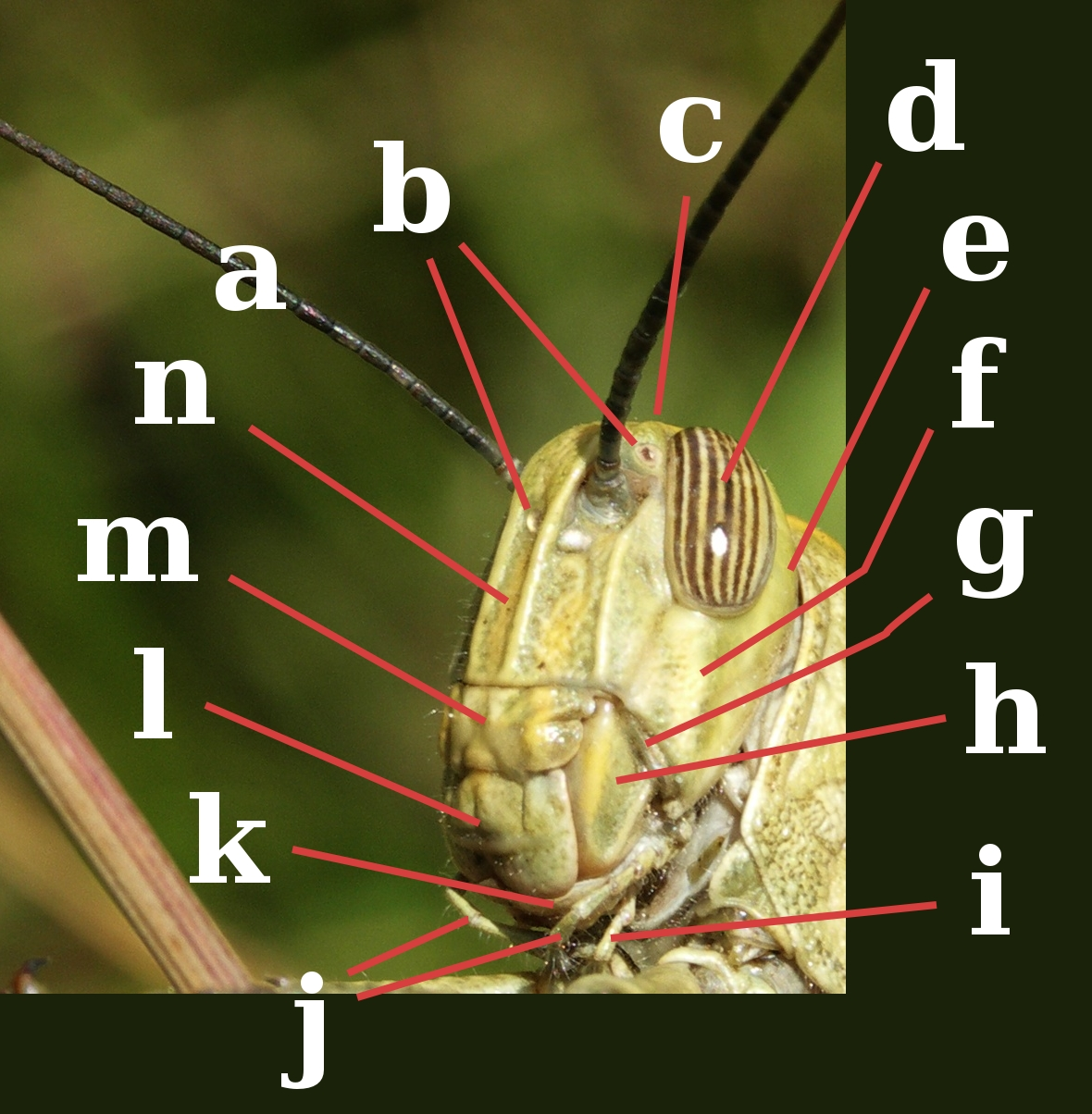
Przód głowy prostoskrzydłego. Nadustek oznaczony m, a warga górna l
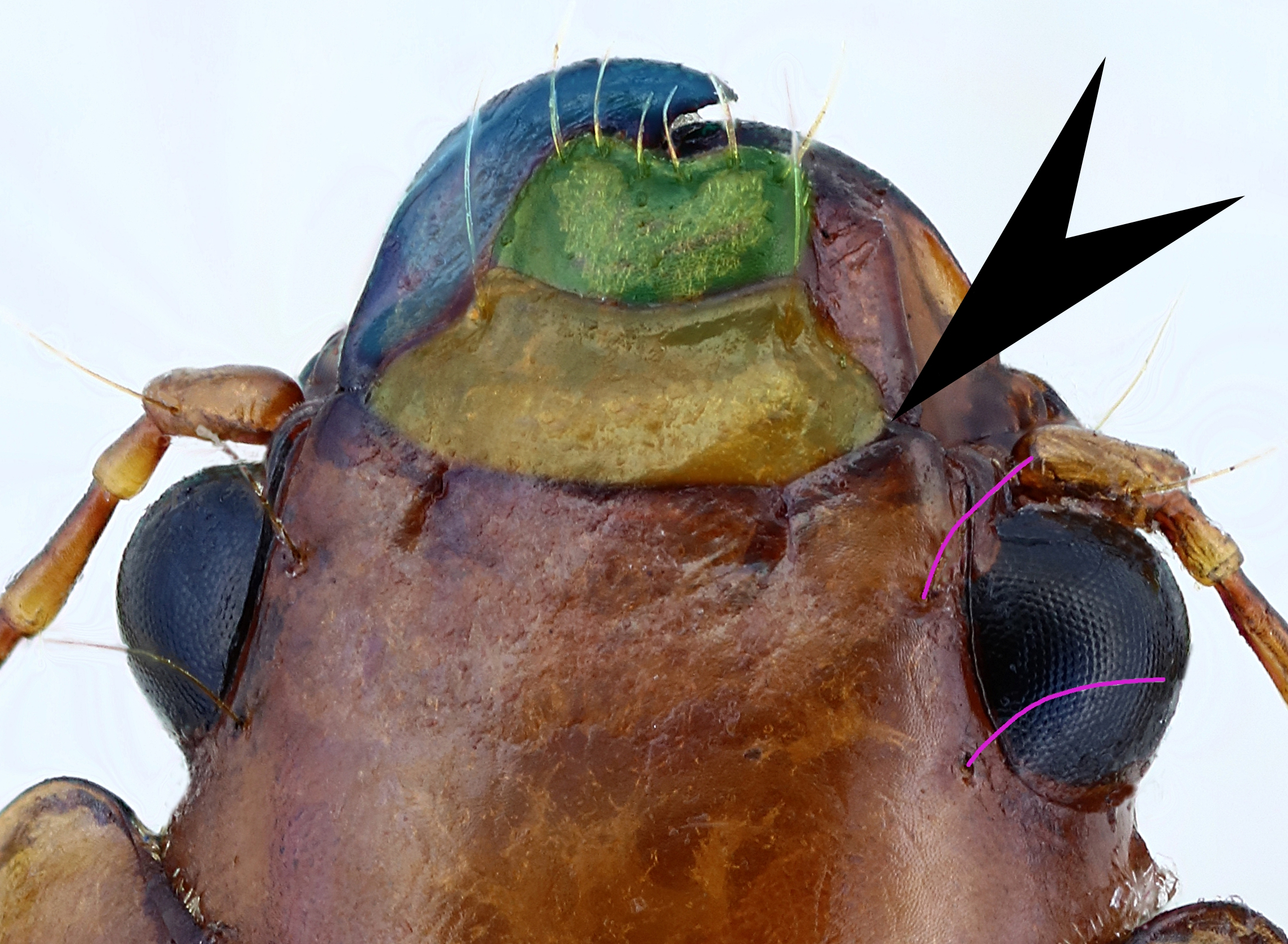
Widok grzbietowy na głowę chrząszcza Amara fulva. Nadustek pokolorowany na żółto, warga górna na zielono, a lewa żuwaczka na niebiesko
Przód głowy muchówki z infrarzędu Muscomorpha. Nadustek oznaczony 6, a warga górna 4
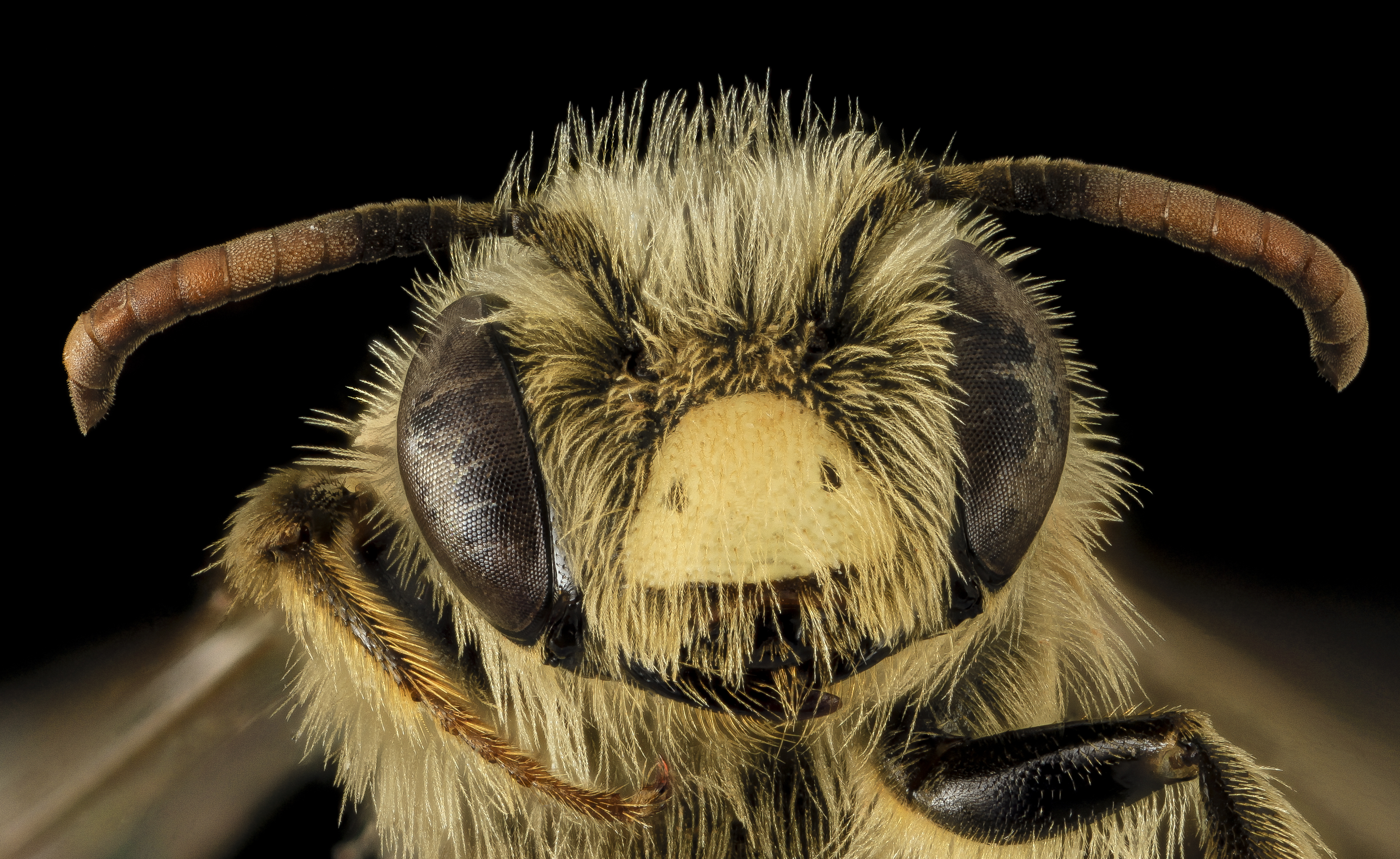
Pszczolinka A. gardineri z kremowożółtym nadustkiem

## Pajęczaki

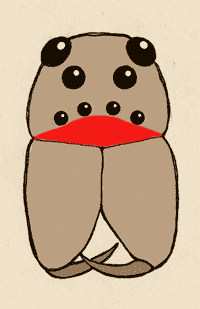
Przód karapaksu pająka z rodziny pogońcowatych. Nadustek zaznaczony na czerwono

U pajęczaków nadustek, zwany też epistomem, stanowi pierwotnie wyraźną płytkę wchodzącą w skład ściany części głowowej ciała. U zarodka płytka ta położona jest pośrodkowo, za otworem gębowym, poniżej szczękoczułków i to z niej wyrasta warga górna. W późniejszych etapach rozwoju płytka ta może ulegać w różnym stopniu inwaginacji do przedniej ściany ciała i być słabo odgraniczona od wargi. Zwykle zlewa się ona z biodrami nogogłaszczków tworząc pomiędzy nimi mostek. W przypadkach niepewnych płytkę nadustka rozpoznać można po tym, że zawsze na jej powierzchni lub jej nasadowej apodemie znajduje się początkowy przyczep mięśni rozwieraczy grzbietowych gardzieli.
U pająków nadustkiem określa się część przodu karapaksu pomiędzy przednim rzędem oczu a przednią jego krawędzią.

## Wije
U skąponogów i drobnonogów nadustek jest zlany z wargą górną w clypeolabrum. U pareczników jest zwykle od niej oddzielony szwem, ale może być z nią zlany u niektórych zieminkokształtnych. Szew oddzielający nadustek od wargi górnej nosi nazwę sutura clypeolabralis, a oddzielający go znajdującego się z boku pleurytu głowowego sutura paraclypealis.
U pareczników nadustek stanowi przedczułkową część płytki głowowej. U większości część ta jest ostro podgięta na brzuszną jej stronę i niewidoczna od góry. Wyjątkiem są przetarcznikokształtne, u których nadustek położony jest z przodu głowy i nie jest ostro podgięty na stronę brzuszną. Dystalna krawędź nadustka wyposażona jest w wargę górną, która zwykle jest trzyczęściowa i składa się z mniejszej płytki środkowej i pary większych płytek bocznych. U skolopendrokształtnych i drewniakokształtnych środkowa z płytek ma postać pojedynczego, skierowanego w tył ząbka. Według pracy Haswella i innych z 2006 środkowa płytka, w przeciwieństwie do bocznych, nie jest odrębną jednostką morfologiczną, lecz tylko przedłużeniem nadustka.
U zieminkokształtnych wyróżnia się na nadustku kilka rejonów o znaczeniu diagnostycznym. Obszar nadustka pokryty rzeźbą w postaci okrągłych nierówności określa się jako areolar part. W środkowej części tego obszaru znajdować może się niewielki, prawie okrągły rejon o słabszej, niewyraźnej rzeźbie, określany jako clypeal area. W obrębie areolar part leżeć mogą także obszary całkiem pozbawione areolacji, określane jako clypeal insulae. Tylne, pozbawione areolacji obszary nadustka nazywa się plagulae i mogą być one oddzielone od siebie podłużną przepaską, określaną jako mid-longitudinal areolate strip.

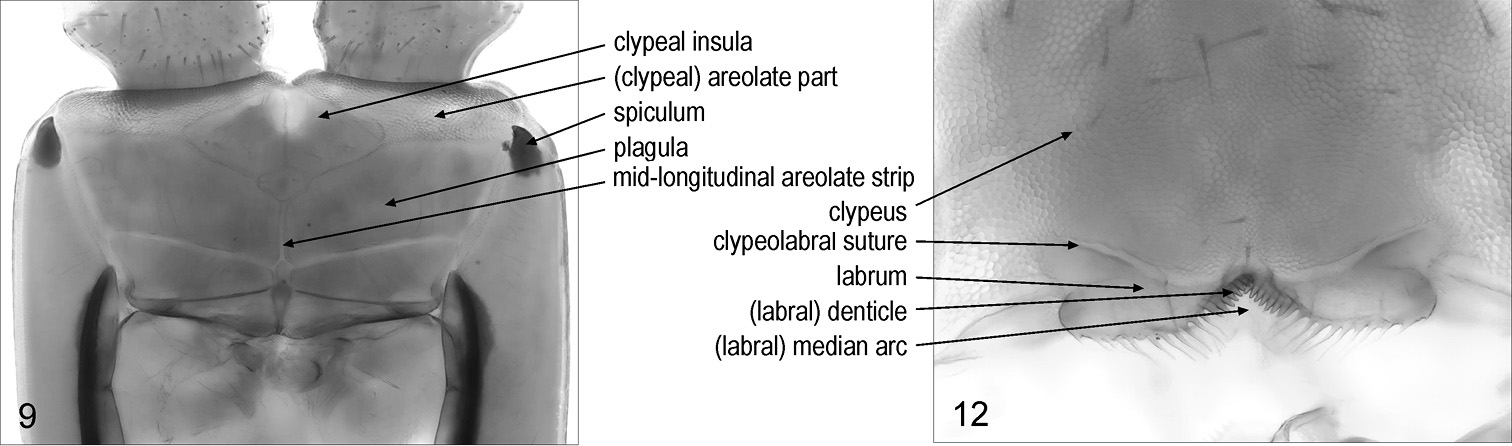
Przody głów Mecistocephalus togensis (po lewej) i Pectiniunguis ducalis (po prawej), widoki od spodu po usunięciu żuwaczek i zespołów szczękowych

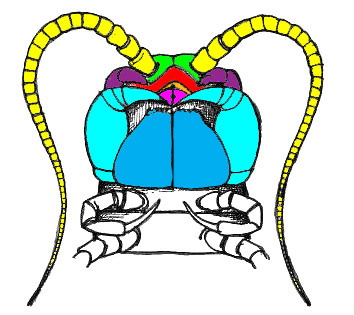
Spód głowy drewniaka. Nadustek zaznaczony kolorem czerwonym
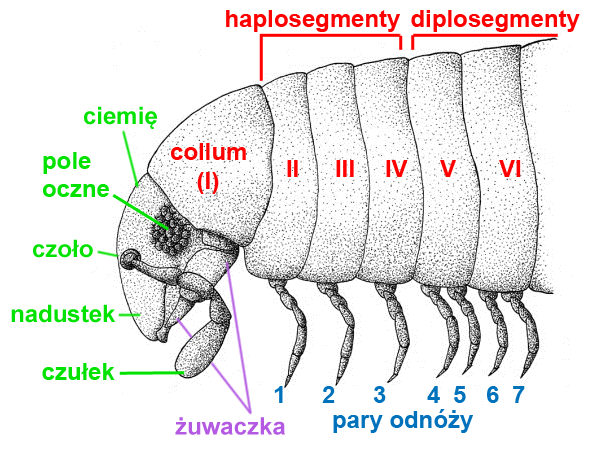
Przód ciała dwuparca z rzędu Julida.

## Skorupiaki
U podkowiastogłowych nadustkiem lub epistomem określa się przednią połowę jajowatego w obrysie płata, położonego pośrodku spodniej strony głowy. Wraz z wyrastającą z niego ku tyłowi wargą, określane są jako clypeolabrum. W nadustku leżą płaty węchowe śródmóżdża, obsługujące pierwszą parę czułków, oraz wspólna masa ślinianek, która w wardze przechodzi w parę gruczołów ślinowych.
U bezpancerzowców nadustkiem nazywa się płytkę powstałą przez zlanie się ze sobą nasadowych członów pierwszej pary czułków. Sytuacja taka jest charakterystyczna dla samców Branchipodidae. Ich nadustek wyposażony może być w palcowate wyrostki.
U pancerzowców z rzędu kleszczug nadustek jest płytkowatą strukturą na spodzie głowowej części karapaksu, połączoną z wargą górną szwem. W podrzędzie Apseudomorpha z nadustka wyrasta skierowany ku przodowi kolec nazywany epistomem lub hypostomem.
U równonogów nadustek osadzony jest na czole i wyposażony jest pośrodku w wargę górną, natomiast po bokach ma panewki (ang. mandibular fossae), w których wchodzą grzbietowe kłykcie żuwaczek.